# Martha Underwood
Martha Underwood est un personnage de La Trilogie de Bartiméus. C'est la femme d'Arthur Underwood. Elle se familiarise très vite avec Nathaniel, qu'elle prend sous son aile. Elle meurt dans l'incendie provoqué par Jabor, sur l'ordre de Simon Lovelace